# Phyllodocida
Phyllodocida é uma ordem de anelídeos poliquetas errantes descrita originalmente como anelídeos com uma faringe muscular forte. Atualmente estima-se que a ordem possua 4675 espécies válidas.  Phyllodocida, juntamente com Eunicida, faz parte dos principais grupos do clado anelídeo Errantia. Anteriormente, ambos os grupos, juntamente com Amphinomida, faziam parte de um grande clado denominado 'Aciculata'; no entanto, a maioria dos estudos filogenéticos recentes fornece suporte a relações-irmãs entre Amphinomida e Sipuncula, e o clado Aciculata foi desconsiderado.

## Caracterização
A maioria dos Phyllodocida são animais ativos, que se movem sobre e em sedimentos, ou dentro de fendas em superfícies duras. Alguns constroem tubos e têm estilos de vida mais sésseis, ainda que não sejam sedentários. Muitos possuem colorações brilhantes, com diversos padrões de pigmentação. Enquanto a maioria dos indivíduos vivem suas vidas adultas rastejando sobre o substrato (modo de vida bentônico), outros são exclusivamente pelágicos e tendem a ser transparentes (como ocorre em Iospilidae e Typhloscolecidae, por exemplo).
A maior parte dos Phyllodocida é marinha, embora alguns ocorram em águas salobras e alguns Nereidiformia e Nephtyidae vivam em água doce; alguns nereidídeos ocorrem em habitats terrestres. Muitos membros da ordem Phyllodocida ocorrem nas regiões entre marés, incluindo os “vermes de pano” (em inglês, "rag worms") Nereididae, comercialmente importantes como iscas de pesca, e ainda os venenosos "vermes de sangue" (em inglês, “blood worms”), do gênero Glycera.

## Morfologia e fisiologia
Os adultos possuem tamanhos diversos, variando de alguns milímetros a mais de um metro de comprimento. Dentre as sinapomorfias sugeridas para Phyllodocida, pode-se citar os palpos sensoriais posicionados ventralmente; uma faringe eversível axial, também chamada de probóscide; a presença de um cirro anterior alongado; e cerdas compostas com um único ligamento. Apesar disso, podem existir variações para todos esses caracteres dentro do grupo.

### Morfologia externa geral
Em relação à morfologia externa geral, o prostômio pode ser distinguível do peristômio ou ambos podem estar fundidos (como em Yndolaciidae, em Aphroditiformia e em Sphaerodoridae). O prostômio dos Phyllodocida pode apresentar diversos formatos geométricos, desde quadrangulares até circulares, e geralmente tem um ou dois pares de olhos (embora existam membros que não o possuam), um par dorsal de antenas, no mínimo, um par ventral de palpos sensoriais, e um par de órgãos nucais, situados na borda posterior do prostômio, dorsalmente. Os palpos e antenas podem parecer semelhantes, como em Phyllodocidae e Glyceridae, ou os palpos podem ser maiores e mais elaborados, como em Hesionidae e Nereididae. O peristômio é um anel, mas muitas vezes é dorsalmente oculto pelo prostômio e pelo primeiro segmento. No entanto, existem incertezas em alguns grupos, no que tange ao que seria pertencente ao peristômio ou ao primeiro segmento.
Os Phyllodocida podem apresentar parapódios birremes ou unirremes, e um ou poucos segmentos fundidos na cabeça. Uma mudança nas funções do notopódio, de locomotores para defensivos, parece ter ocorrido independentemente em vários dos grupos. O número e a forma de parapódios ligulados (em forma de lígula ou lâmina longa) e lobos variam grandemente, dentro e entre famílias. O número de segmentos também varia.
Os dois modos existentes de articulação da lâmina em relação à haste nas cerdas compostas podem ser observados: a articulação homogonfa, correspondente à lâmina inserida exatamente no meio (centro) do topo da haste, pode ser observada em certos nereidídeos; e a heterogonfa, que é quando a lâmina está deslocada para um dos lados do topo da haste (de maneira que esse topo, na base da lâmina, apresente dois lados desiguais) é também observada em muitas famílias de Phyllodocida.

### Sistema digestivo e alimentação

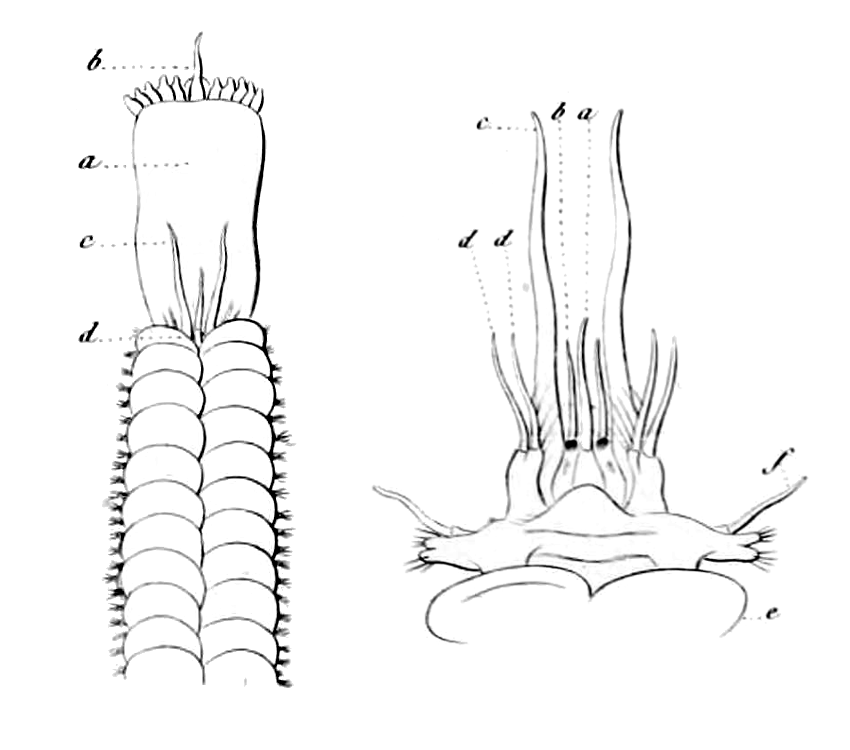
Figura 1 - Phyllodocida do gênero Acoetes (família Acoetidae). Pode-se observar a faringe axial evertida na imagem à esquerda.

Quanto à alimentação e captura de alimento, uma probóscide muscular axial (faringe eversível), como citado e observado na Fig.1, encontra-se presente em todos os animais da ordem e, em muitos grupos, essa estrutura é distal ou internamente equipada com um ou vários pares de mandíbulas. Por exemplo, em Phyllodocidae, há mandíbulas, enquanto nas famílias Glyceridae, Hesionidae, Nereididae, Pisionidae, Typhloscolecidae e Polynoidae, não há. Essa faringe eversível é provida de papilas terminais em Sphaerodoridae, e nessa família a cavidade bucal e a faringe muscular são revestidas por uma cutícula. Papilas proboscidiais também ocorrem em Glyceridae. Em Nephtyidae, ocorrem papilas longitudinais adicionais e pode ocorrer um par de placas carregando linhas de dentes.
Os táxons que possuem mandíbula usam-na para capturar animais vivos (carnivoria), arrancar pedaços de algas (herbivoria), ou para captar matéria morta e em decomposição (detritivoria, ou depositivoria). As mandíbulas dos Glyceridae são associadas, por dutos especiais, a glândulas de veneno. Alguns dos grupos de predadores, como os Phyllodocidae que, como citado, não têm mandíbula, usam sua faringe eversível para capturar presas. Pode ocorrer também suspensivoria, que corresponde à microfagia de alimentos em suspensão, além de espécies comensais e simbióticas (como em Sphaerodoridae e Aphroditiformia). A família Yndolaciidae, por exemplo, pode utilizar cílios e muco para suspensivoria.

### Sistemas nervoso e visual
Quanto ao sistema nervoso, várias famílias possuem níveis variados de cefalização, indicando que esse processo acontece independentemente. Em muitos táxons de Phyllodocida, foram observados “corpos cogumelares” (em inglês, mushroom bodies), que constituem centros cerebrais proeminentes.
Em certas famílias de Phyllodocida, particularmente em Alciopidae, que contém predadores exclusivamente pelágicos, os olhos provavelmente são capazes de formar imagem. Os olhos desses animais podem ter até um milímetro de diâmetro e são tão grandes que se projetam lateralmente da cabeça, pressionando o cérebro. Eles contêm uma retina primária, contendo milhares de células, uma retina secundária revestida por uma lente, e outras estruturas acessórias. O cérebro pode estar deslocado para o peristômio (como ocorre em Sphaerodoridae).

### Sistema excretor e osmorregulação
Em relação à excreção e osmorregulação, metanefromixia e protonefromixia são ambas encontradas nos membros de Phyllodocida. Em anelídeos, os nefrídios adultos de cada segmento se diferenciam de um primórdio, que consiste em algumas células alinhadas, com um pequeno lúmen formando um duto, coberto de microvilosidades. Esse duto torna-se ciliado, e as células mais próximas são separadas, durante a coelomogênese, processo que leva a formação de um metanefrídio. Em muitos táxons de Phyllodocida, entretanto, ocorre uma diferenciação desse processo, quando as células do duto não são separadas, consequentemente levando à diferenciação, nesses casos, de um protonefrídio.

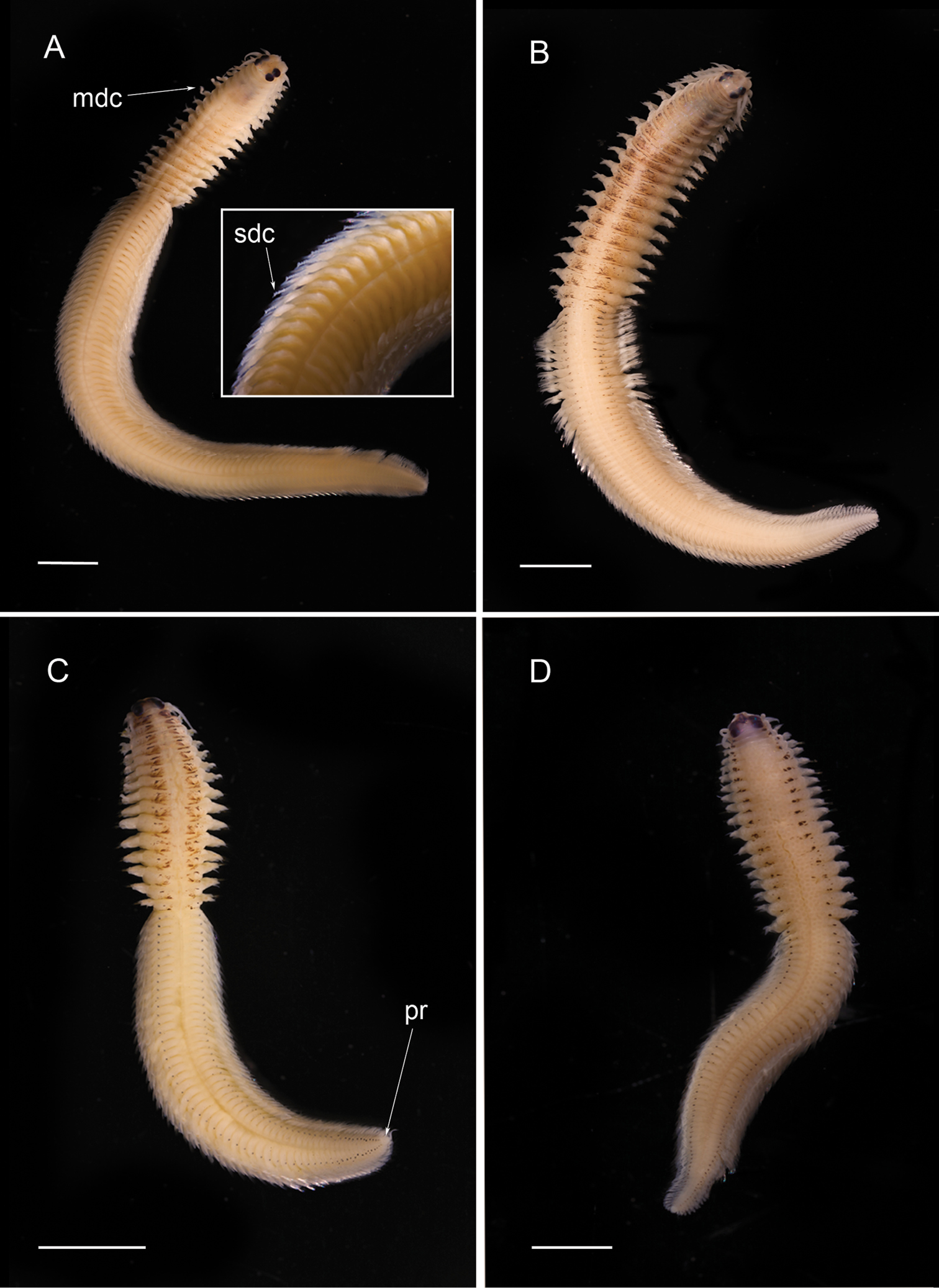
Figura 2 - Epitoquia em Nereididae. A: inserção de Perinereis helleri, macho, mostrando de perto os parapódios modificados da região natatória. B: Perinereis helleri, fêmea. C: Perinereis nigropunctata, macho. D: Perinereis nigropunctata, fêmea. mdc = cirro dorsal modificado; sdc = cirro dorsal recortado; pr = roseta pigidial. Barras de escala: 2 mm (A, B), 3 mm (C, D)

### Sistema circulatório
Um sistema circulatório pode ou não estar presente. Em Phyllodocidae, há um sistema circulatório completo e fechado, com vasos sanguíneos, o que também ocorre na subordem Aphroditiformia e nas famílias Sphaerodoridae e Nephtyidae; em contrapartida, em glicerídeos não há sistema circulatório, como é comum nos poliquetas que possuem tamanho corporal pequeno. Brânquias podem estar presentes (por exemplo, em Glyceridae, Iospilidae e Nephtyidae), ou ausentes (Yndolaciidae). Os vasos sanguíneos ventral e dorsal podem ser visíveis/conspícuos (Nephtyidae). Hemoglobina pode estar presente como pigmento, provendo cores avermelhadas ao corpo dos espécimes, como em Glyceridae.

### Reprodução e desenvolvimento
Já quanto à reprodução, pode ocorrer em Phyllodocida epitoquia e enxameamento, bem como arquitomia (como ocorre em Tomopteridae). Um epítoco é um indivíduo originado assexuadamente de outro indivíduo preexistente, morfologicamente modificado para fins de reprodução. A Fig.2 mostra etapas de formação de um epítoco em Nereididae.
Podem ocorrer indivíduos dioicos (como na família Sphaerodoridae), politélicos (Nephtyidae) e hermafroditas (em Typhloscolecidae ocorre hermafroditismo protogínico). Apenas em larvas dessa ordem foi observado um meniscotróquio (ou meniscotroco), que consiste em uma banda ciliada, formando um tufo de cílios curtos, localizada em posição ventral, na episfera larval. A fertilização pode ser externa, apesar de recentemente terem sido observadas "estruturas copulatórias" em algumas espécies de Sphaerodoridae, o que pode indicar fertilização interna nesses casos.

## Diversidade

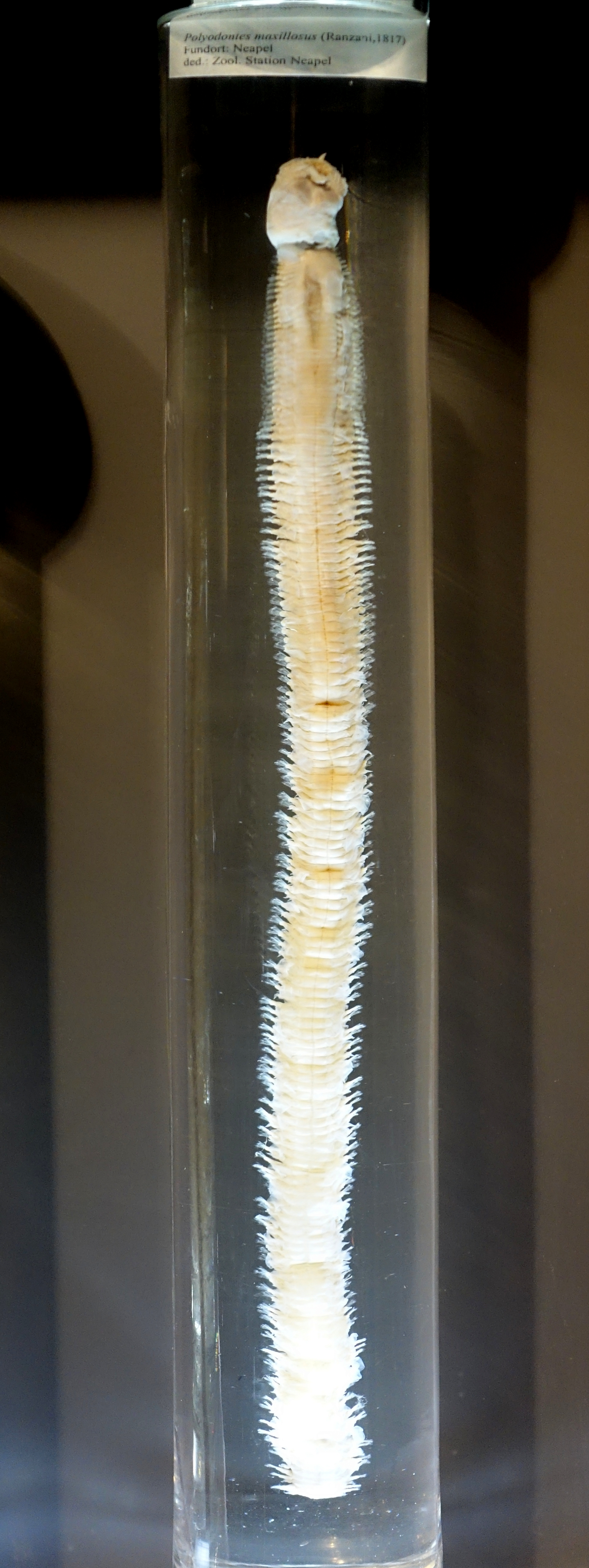
Figura 3 - Espécime de museu de Polyodontes maxillosus, da subordem Aphroditiformia (família Acoetidae).

### Subordens e famílias
Além dos amphinomídeos, eunicídeos e famílias associadas, essa ordem contém a maioria dos membros da antiga ordem Errantia. É considerada a ordem de poliqueta mais rica em espécies e com o maior número de famílias bem conhecidas. Como dito anteriormente, atualmente estima-se que a ordem possua 4675 espécies válidas.

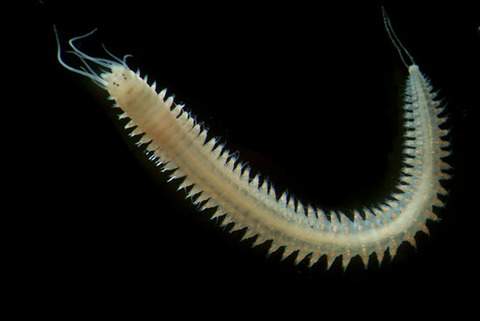
Figura 4 - Família Nereididae, da subordem Nereidiformia.

Como representado na Tab.1 abaixo, a ordem Phyllodocida possui, atualmente, quatro subordens: Aphroditiformia (Fig.3), Glyceriformia, Nereidiformia (Fig.2 e 4) e Phyllodociformia, além do grupo Phyllodocida incertae sedis, que reúne sete famílias de afinidade incerta: Ichthyotomidae Eisig, 1906, Iospilidae Bergström, 1914, Nephtyidae Grube, 1850, Sphaerodoridae Malmgren, 1867, Tomopteridae Grube, 1850, Typhloscolecidae Uljanin, 1878 e Yndolaciidae Støp-Bowitz, 1987.
| Errantia     | Errantia                    | Errantia | Errantia |
| Ordem        | Subordens                   | Famílias de afinidade certa | Famílias de afinidade incerta |
| ------------ | --------------------------- | --- | --- |
| Phyllodocida | Aphroditiformia             | Acoetidae Kinberg, 1856 Aphroditidae Malmgren, 1867 Eulepethidae Chamberlin, 1919 Iphionidae Kinberg, 1856 Pholoidae Kinberg, 1858 Polynoidae Kinberg, 1856 Sigalionidae Kinberg, 1856                    | - |
| Phyllodocida | Glyceriformia               | Glyceridae Grube, 1850 Goniadidae Kinberg, 1866 Lacydoniidae Bergström, 1914 Paralacydoniidae Pettibone, 1963                                                                                             | - |
| Phyllodocida | Nereidiformia               | Antonbruunidae Fauchald, 1977 Chrysopetalidae Ehlers, 1864 Hesionidae Grube, 1850 Microphthalmidae Hartmann Schröder, 1971 Nereididae Blainville, 1818 Pilargidae Saint-Joseph, 1899 Syllidae Grube, 1850 | - |
| Phyllodocida | Phyllodociformia            | Lopadorrhynchidae Claparède, 1870 Phyllodocidae Örsted, 1843 Pontodoridae Bergström, 1914 | - |
| Phyllodocida | Phyllodocida incertae sedis | - | Ichthyotomidae Eisig, 1906 Iospilidae Bergström, 1914 Nephtyidae Grube, 1850 Sphaerodoridae Malmgren, 1867 Tomopteridae Grube, 1850 Typhloscolecidae Uljanin, 1878 Yndolaciidae Støp-Bowitz, 1987 |

### Distribuição geográfica
De acordo com o site Global Biodiversity Information Facility (GBIF), indivíduos da ordem Phyllodocida já foram encontrados em todos os continentes e oceanos, com o maior número de observações (mais de 25 mil) na Europa, seguido da América Norte (com mais de 14 mil ocorrências) e América do Sul (5 mil registros). O país que mais registrou ocorrências de animais dessa ordem foi a Noruega, com mais de 230 mil registros. No Brasil, somam-se mais de 10 mil registros

## Registro fóssil
As informações mais concretas acerca do registro fóssil de Phyllodocida são do Cambriano Médio, época em que os poliquetas verdadeiros já haviam certamente surgido, e já apresentando uma considerável diversificação. A ordem Phyllodocida era possivelmente representada pelas formas agora extintas Wiwaxia e Canadia, de acordo com estudos de Butterfield (1990), no entanto, escoledontes pertencentes a este grupo (das famílias Glyceridae e Goniadidae) não foram registrados antes do Triássico, de acordo com estudos de Szaniawski, de 1996. Wiwaxia e Canadia ja possuíam prostômio com apêndices, parapódios bem desenvolvidos e diversos formatos de cerdas.

## Filogenia e taxonomia
A filogenia de Annelida, no geral, tem passado por diversas modificações e propostas durante a história, o que não é diferente em relação a Phyllodocida. Na proposta de Grube, de 1850, os grupos que correspondiam a Phyllodocida eram inseridos dentro de um clado denominado Rapacia (o nome se refere ao estilo de vida carnívoro dos seus componentes) que, juntamente com Limivora, fazia parte de "Appendiculata Polychaeta". Em 1923 e 1927, Fauvel propôs que os então componentes da atual ordem Phyllodocida (que até então não havia sido proposta) fizesse parte de um clado chamado Polychaetes Errantes, clado este grupo irmão de Polychaetes Sedentaires e Archiannelides.
Já de acordo com Fauchald (1977), Rouse e Fauchald (1997), Rouse (1999, 2000) e Rouse and Pleijel (2001), Phyllodocida, já entendido como uma ordem, deveria fazer parte do clado Aciculata, juntamente com Eunicida, Amphinomida, Nerillidae, Aberranta e Sphinter. Aciculata fazia parte, ainda, de um clado maior, denominado Palpata, dentro de Polychaeta, e era semelhante em sua composição a Errantia de Fauvel e Perrier (1897) e a Rapacia de Grube.
As duas hipóteses filogenéticas mais atuais compreendem a meta árvore de Annelida proposta no Handbook of Zoology Online, baseada em estudos moleculares recentes. Nessa proposta, Phyllodocida não é um grupo monofilético, sendo portanto incluído em dois clados dentro de Errantia: em um dos clados, contendo a maioria de suas subordens e famílias,"Phyllodocida" (cujas aspas indicam a não monofilia) é grupo irmão de Eunicida; no outro, "Phyllodocida" é grupo irmão de Orbiniida, sendo esses dois grupos irmãos de Amphinomida.
A outra hipótese, proposta por Struck et al. (2015), também baseada em estudos moleculares e considerada aqui a mais aceita, reúne Phyllodocida, monofilético, grupo irmão de Eunicida; os dois juntos formando um grupo irmão de Photodriliformia, estes todos dentro de Errantia. Errantia é grupo irmão de Sedentaria, ambos dentro do clado Pleistoannelida, este dentro de Annelida. Essa filogenia está representada abaixo.

|                  | \| Eunicida \| .. \| \| \| .. \| \| Phylllodocida \| .. \| \| \| .. \| |
|                  |                                                                        |
| Photodriliformia | ..                                                                     |
|                  | ..                                                                     |
| Eunicida         | ..                                                                     |
|                  | ..                                                                     |
| Phylllodocida    | ..                                                                     |
|                  | ..                                                                     |

| Eunicida      | .. |
|               | .. |
| Phylllodocida | .. |
|               | .. |

|                  | \| Eunicida \| .. \| \| \| .. \| \| Phylllodocida \| .. \| \| \| .. \| |
|                  |                                                                        |
| Photodriliformia | ..                                                                     |
|                  | ..                                                                     |
| Eunicida         | ..                                                                     |
|                  | ..                                                                     |
| Phylllodocida    | ..                                                                     |
|                  | ..                                                                     |

| Eunicida      | .. |
|               | .. |
| Phylllodocida | .. |
|               | .. |

|                  | \| Eunicida \| .. \| \| \| .. \| \| Phylllodocida \| .. \| \| \| .. \| |
|                  |                                                                        |
| Photodriliformia | ..                                                                     |
|                  | ..                                                                     |
| Eunicida         | ..                                                                     |
|                  | ..                                                                     |
| Phylllodocida    | ..                                                                     |
|                  | ..                                                                     |

| Eunicida      | .. |
|               | .. |
| Phylllodocida | .. |
|               | .. |

|                  | \| Eunicida \| .. \| \| \| .. \| \| Phylllodocida \| .. \| \| \| .. \| |
|                  |                                                                        |
| Photodriliformia | ..                                                                     |
|                  | ..                                                                     |
| Eunicida         | ..                                                                     |
|                  | ..                                                                     |
| Phylllodocida    | ..                                                                     |
|                  | ..                                                                     |

| Eunicida      | .. |
|               | .. |
| Phylllodocida | .. |
|               | .. |

|                  | \| Eunicida \| .. \| \| \| .. \| \| Phylllodocida \| .. \| \| \| .. \| |
|                  |                                                                        |
| Photodriliformia | ..                                                                     |
|                  | ..                                                                     |
| Eunicida         | ..                                                                     |
|                  | ..                                                                     |
| Phylllodocida    | ..                                                                     |
|                  | ..                                                                     |

| Eunicida      | .. |
|               | .. |
| Phylllodocida | .. |
|               | .. |

|                  | \| Eunicida \| .. \| \| \| .. \| \| Phylllodocida \| .. \| \| \| .. \| |
|                  |                                                                        |
| Photodriliformia | ..                                                                     |
|                  | ..                                                                     |
| Eunicida         | ..                                                                     |
|                  | ..                                                                     |
| Phylllodocida    | ..                                                                     |
|                  | ..                                                                     |

| Eunicida      | .. |
|               | .. |
| Phylllodocida | .. |
|               | .. |

|                  | \| Eunicida \| .. \| \| \| .. \| \| Phylllodocida \| .. \| \| \| .. \| |
|                  |                                                                        |
| Photodriliformia | ..                                                                     |
|                  | ..                                                                     |
| Eunicida         | ..                                                                     |
|                  | ..                                                                     |
| Phylllodocida    | ..                                                                     |
|                  | ..                                                                     |

| Eunicida      | .. |
|               | .. |
| Phylllodocida | .. |
|               | .. |

|                  | \| Eunicida \| .. \| \| \| .. \| \| Phylllodocida \| .. \| \| \| .. \| |
|                  |                                                                        |
| Photodriliformia | ..                                                                     |
|                  | ..                                                                     |
| Eunicida         | ..                                                                     |
|                  | ..                                                                     |
| Phylllodocida    | ..                                                                     |
|                  | ..                                                                     |

| Eunicida      | .. |
|               | .. |
| Phylllodocida | .. |
|               | .. |

|                  | \| Eunicida \| .. \| \| \| .. \| \| Phylllodocida \| .. \| \| \| .. \| |
|                  |                                                                        |
| Photodriliformia | ..                                                                     |
|                  | ..                                                                     |
| Eunicida         | ..                                                                     |
|                  | ..                                                                     |
| Phylllodocida    | ..                                                                     |
|                  | ..                                                                     |

| Eunicida      | .. |
|               | .. |
| Phylllodocida | .. |
|               | .. |

|                  | \| Eunicida \| .. \| \| \| .. \| \| Phylllodocida \| .. \| \| \| .. \| |
|                  |                                                                        |
| Photodriliformia | ..                                                                     |
|                  | ..                                                                     |
| Eunicida         | ..                                                                     |
|                  | ..                                                                     |
| Phylllodocida    | ..                                                                     |
|                  | ..                                                                     |

| Eunicida      | .. |
|               | .. |
| Phylllodocida | .. |
|               | .. |

|                  | \| Eunicida \| .. \| \| \| .. \| \| Phylllodocida \| .. \| \| \| .. \| |
|                  |                                                                        |
| Photodriliformia | ..                                                                     |
|                  | ..                                                                     |
| Eunicida         | ..                                                                     |
|                  | ..                                                                     |
| Phylllodocida    | ..                                                                     |
|                  | ..                                                                     |

| Eunicida      | .. |
|               | .. |
| Phylllodocida | .. |
|               | .. |

|                  | \| Eunicida \| .. \| \| \| .. \| \| Phylllodocida \| .. \| \| \| .. \| |
|                  |                                                                        |
| Photodriliformia | ..                                                                     |
|                  | ..                                                                     |
| Eunicida         | ..                                                                     |
|                  | ..                                                                     |
| Phylllodocida    | ..                                                                     |
|                  | ..                                                                     |

| Eunicida      | .. |
|               | .. |
| Phylllodocida | .. |
|               | .. |

|                  | \| Eunicida \| .. \| \| \| .. \| \| Phylllodocida \| .. \| \| \| .. \| |
|                  |                                                                        |
| Photodriliformia | ..                                                                     |
|                  | ..                                                                     |
| Eunicida         | ..                                                                     |
|                  | ..                                                                     |
| Phylllodocida    | ..                                                                     |
|                  | ..                                                                     |

| Eunicida      | .. |
|               | .. |
| Phylllodocida | .. |
|               | .. |

|                  | \| Eunicida \| .. \| \| \| .. \| \| Phylllodocida \| .. \| \| \| .. \| |
|                  |                                                                        |
| Photodriliformia | ..                                                                     |
|                  | ..                                                                     |
| Eunicida         | ..                                                                     |
|                  | ..                                                                     |
| Phylllodocida    | ..                                                                     |
|                  | ..                                                                     |

| Eunicida      | .. |
|               | .. |
| Phylllodocida | .. |
|               | .. |

|                  | \| Eunicida \| .. \| \| \| .. \| \| Phylllodocida \| .. \| \| \| .. \| |
|                  |                                                                        |
| Photodriliformia | ..                                                                     |
|                  | ..                                                                     |
| Eunicida         | ..                                                                     |
|                  | ..                                                                     |
| Phylllodocida    | ..                                                                     |
|                  | ..                                                                     |

| Eunicida      | .. |
|               | .. |
| Phylllodocida | .. |
|               | .. |

|                  | \| Eunicida \| .. \| \| \| .. \| \| Phylllodocida \| .. \| \| \| .. \| |
|                  |                                                                        |
| Photodriliformia | ..                                                                     |
|                  | ..                                                                     |
| Eunicida         | ..                                                                     |
|                  | ..                                                                     |
| Phylllodocida    | ..                                                                     |
|                  | ..                                                                     |

| Eunicida      | .. |
|               | .. |
| Phylllodocida | .. |
|               | .. |